# SilverStripe
SilverStripe est un Système de gestion de contenu (SGC) libre qui permet de créer et d'éditer des sites Web. Il fournit un panneau d'administration qui permet aux utilisateurs de modifier leur site Web. Ce panneau inclut un éditeur WYSIWYG. 
SilverStripe est publié sous licence BSD. 
SilverStripe est écrit en  PHP5 sous l'architecture Modèle-Vue-Contrôleur. Il supporte des modules, widgets et thèmes.